# تپه شهر سوخته ۲۰۴
تپه شهر سوخته ۲۰۴ مربوط به دوره اشکانیان - دوره ساسانیان است و در شهرستان زابل، بخش شیب آب، دهستان لوتک، روستای حومه شهر سوخته، ۱۰/۸ کیلومتری جنوب غربی پایگاه باستان‌شناسی شهر سوخته واقع شده و این اثر در تاریخ ۱۵ اسفند ۱۳۸۵ با شمارهٔ ثبت ۱۷۹۷۷ به‌عنوان یکی از آثار ملی ایران به ثبت رسیده است.